# Ноксвилл
Но́ксвилл (англ. Knoxville) — город в штате Теннесси США.
Третий по количеству жителей и пятый по площади город штата; первая столица штата (до 1817 года). Город был основан в 1786 году и назван в честь Генри Нокса, военного министра в кабинете Джорджа Вашингтона. С 1797 по 1815 год Ноксвилл был столицей штата Теннесси. В 1982 году в городе состоялась Всемирная выставка.
В городе расположены крупнейший студгородок (основной кампус) Теннессийского университета и штаб-квартира компании Pilot Flying J, владеющей сетью трак-стопов в США и Канаде.

## История
Город был основан в 1786 году. Вплоть до начала 19 века город был относительно изолирован. С 1855 года здесь проходит железная дорога.
В январе 1796 года в Ноксвилле прошёл конституционный конвент, который принял первую конституцию штата.
В 1982 году в городе проходила Всемирная выставка.
В ноябре 2007 года в городе было совершенно громкое убийство Шеннон Кристиан и Кристофера Ньюсома.

## Население
- Белые — 132 641 чел. (74.2 %)
- Афроамериканцы — 30 257 чел. (16.9 %)
- Латиноамериканцы — 8 206 чел. (4.6 %)
- Такие, что относят себя к двум или более рас — 3 886 чел. (2.2 %)
- Азиаты — 2 875 человек. (1.6 %)
- Американские индейцы — 496 чел. (0.3 %)
- Другие — 315 чел. (0.2 %)
- Гавайцы и островитяне Тихого Океана — 198 чел. (0.1 %)[2]

## Известные уроженцы и жители
- Родди Эдмондс — мастер-сержант Армии США, удостоенный звания «Праведник мира» за спасение евреев в немецком лагере для военнопленных «Шталаг IX A» во время Второй мировой войны
- Рэнди Ортон — американский рестлер и актёр. Занимая третье место в истории по количеству чемпионских титулов и имея карьеру продолжительностью более 20 лет, Ортон считается одним из величайших рестлеров всех времён.
- Джонни Ноксвилл —  американский актёр, сценарист, продюсер и каскадёр. Известен как создатель телесериала «Чудаки».